# Mont-Dol
Pour les articles homonymes, voir Mont.
Mont-Dol est une commune française située dans le département d'Ille-et-Vilaine en région Bretagne et peuplée de 1 076 habitants. Le tertre du Mont-Dol a abrité des fragments d'autel taurobolique remontant à l'antiquité, découverts en 1778 par l'abbé Marie-François Rever, professeur de François-René de Chateaubriand.

## Géographie

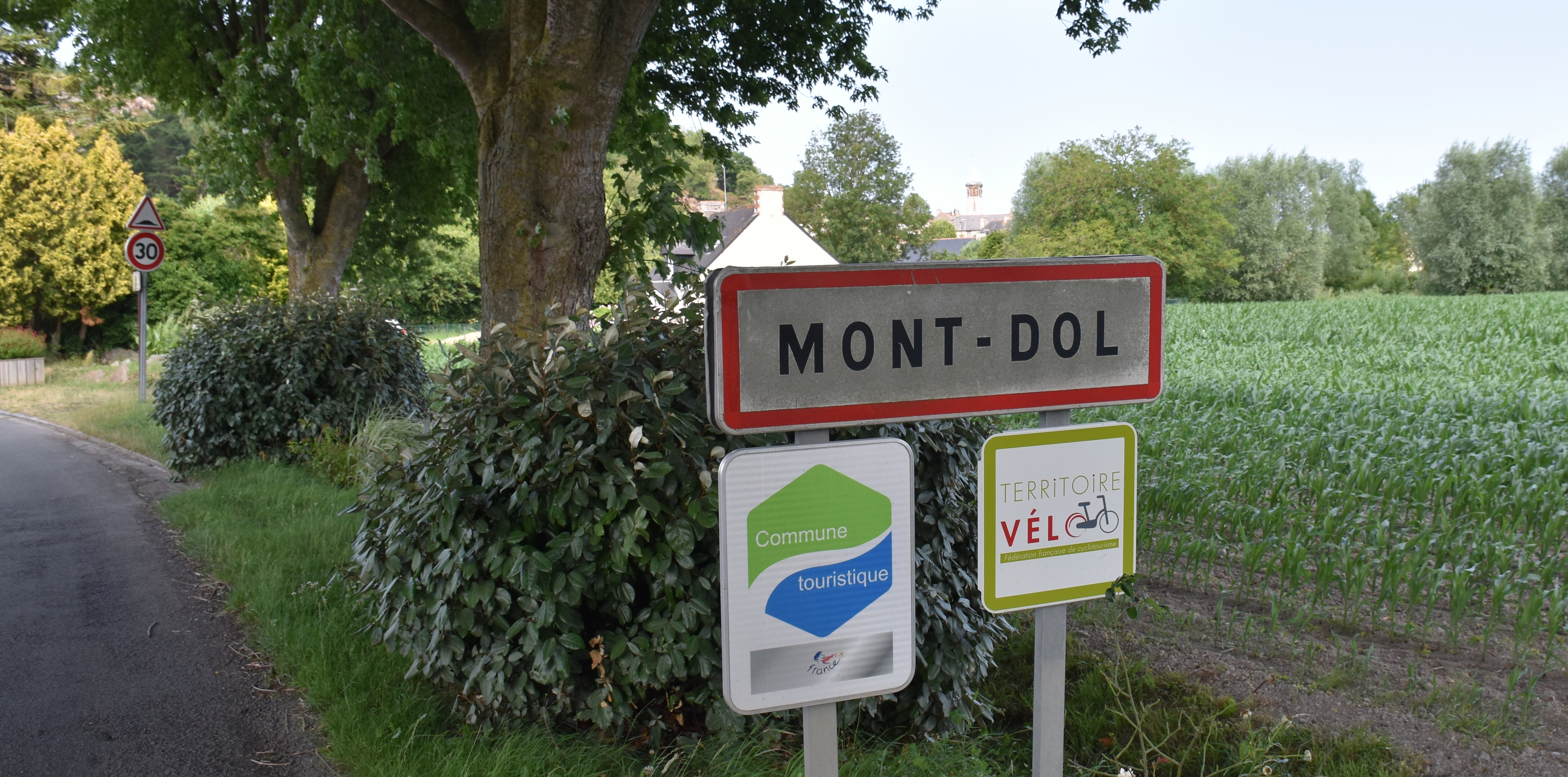
Une entrée de la commune.

### Territoire communal et communes limitrophes
| Hirel         | La Manche, Le Vivier-sur-Mer | Cherrueix    |
| La Fresnais   | Mont-Dol                     |              |
| Roz-Landrieux | Dol-de-Bretagne              | Baguer-Pican |

Mont-Dol donne sur la baie du Mont-Saint-Michel, et est entourée, des communes (en commençant par le nord-est, puis dans le sens des aiguilles d'une montre) de Cherrueix, Baguer-Pican, Dol-de-Bretagne, Roz-Landrieux, La Fresnais, Hirel et Le Vivier-sur-Mer.

### Description
La commune se distingue par son mont qui lui a donné son nom. Le mont Dol, d'une hauteur de 65 m, situé au centre de la commune à proximité de la ville de Dol-de-Bretagne, apparaît dans le marais de Dol, terre gagnée naturellement sur la mer, contrairement aux polders créés par l'homme à partir de la chapelle Sainte-Anne de la commune de Saint-Broladre en direction du mont Saint-Michel. Sous ce marais, le socle se situe entre 14 et 16 m de profondeur. Il est recouvert de sédiments périglaciaires au pied de la falaise fossile et de sables et graviers fluviatiles tardiglaciaires dans les talwegs. La transgression flandrienne provoque la sédimentation d'une argile saumâtre dans les dépressions. Ensuite se déposent des sables intertidaux puis des tangues au sommet desquelles sont intercalés des niveaux tourbeux lorsque la transgression ralentit il y a 5 700 ans B.P..
On peut distinguer deux types de marais : le marais blanc côté nord du mont (où selon la légende s'étendait la forêt de Scissy) vers la baie, formé de sables marins et de tangue ; le marais noir côté sud du mont vers Dol-de-Bretagne, correspondant à une lagune tourbeuse qui reçoit les eaux continentales et parfois aussi des intrusions limitées des eaux marines, lesquelles introduisent localement des veines de tangue au sein de la tourbe. Du haut du tertre on peut encore distinguer les différences car la couleur de la terre renseigne bien les différentes zones du marais.
Charles Le Goffic a décrit ainsi le Mont-Dol en 1910 : 

« Présentement le Mont-Dol est à six kilomètres de la mer ; la mousse, sur ses rochers abrupts, a remplacé les algues ; une route y mène, large, bien macadamisée, qui se détache, à la Bégaudière, de la grande route de Saint-Malo. Le sommet du Mont est occupé par une petite tour, une chapelle, une fontaine et deux moulins désaffectés. De cette sorte de belvédère naturel, sanctifié par l'empreinte que l'un des pieds de l'archange Michel laissa sur sa crête granitique « lorsque, dit la légende, il s'élança du Mont-Dol sur le rocher de la baie où s'élève aujourd'hui la célèbre abbaye qui porte son nom et qui s'appelait alors le Mont-Tombe », l'œil enveloppe un cirque de pays dont il est malaisé d'évaluer la superficie, mais qui ne comprend pas moins de quarante villages et de trois ou quatre cités importantes ». »

### Le risque de submersion marine
Selon un index global correspondant à l'agrégation de 5 critères effectué en 2011 par l'Observatoire National des Risques Naturels, Mont-Dol est, après La Fresnais, Penmarch et Cherrueix, la quatrième commune de Bretagne la plus exposée au risque de submersion marine avec 96,80 % de sa population totale concernée et 17,28 hectares de bâti exposé au risque de submersion.

### Géologie
Il y a 600 millions d'années, une chaîne de montagnes se forme : la chaine cadomienne. L'érosion de la chaîne cadomienne remplit de sables et d'argiles la mer briovérienne. Le métamorphisme ultérieur, faible, donne les schistes briovériens plus ou moins gréseux (donnent de basses collines et des reliefs peu accentués) recoupés par les granitoïdes cadomiens du batholite mancellien (massifs de Fougères, Lanhélin, Bécherel, et dans la région massif de Saint-Broladre). Une  intrusion tardive de leucogranite à biotite et muscovite a lieu il y a 525 millions d'années par fusion de la croûte terrestre : ce granite mancellien, recuisant les roches encaissantes, donne naissance, par métamorphisme de contact, aux roches cornéennes et forme désormais une falaise fossile. Cette époque voit le développement d'un important plutonisme bien représenté en Normandie (massif de Vire) et dans l'Ille-et-Vilaine avec les massifs de Fougères et de Combourg auxquels se rattachent les granites du mont Dol, du mont Saint-Michel, des îles Chausey et, dans le Trégor, les granites de Bréhat et de Perros-Guirec.
Il y a 335 millions d'années le filon de dolérite se met en place dans une fracture de l'écorce terrestre pendant une période de distension. Enfin, entre 325 millions d'années et aujourd'hui, l'érosion agit sur le granite, la dolérite, la roche cornéenne et les roches encaissantes. Les roches encaissantes étant moins résistantes à l'érosion, le mont Dol forme un relief par rapport au paysage environnant.

### Exploitation de la roche
Cent-soixante carriers ont travaillé à Mont-Dol sur l'exploitation de la roche, essentiellement le leucogranite, la roche cornéenne et la dolérite, sorte de basalte très dur. L'activité cessa en 1948, lorsque la commission des sites obtint l'arrêt de l'exploitation. Si les carrières n'avaient pas cessé leur activité, le mont Dol aurait pu être coupé en deux : en effet, la dolérite traverse le mont Dol de part en part et les carrières exploitaient ce filon de chaque côté. La roche extraite du mont Dol avait plusieurs utilisations, la plus récente étant le ballast de la ligne de chemin de fer reliant Rennes à Saint-Malo.

### Hydrographie
Pour un article plus général, voir Réseau hydrographique d'Ille-et-Vilaine.
La commune est située dans le bassin Loire-Bretagne. Elle est drainée par le Guyoult, la Banche, le canal des planches, le biez de Cardequin et le biez des assis,le canal de la banche, le biez d'atrel, le biez de la Ceinture Nord, le biez du Milieu,,.
Le Guyoult, d'une longueur de 33 km, prend sa source dans la commune de Cuguen et se jette  dans la Manche en limite du Vivier-sur-Mer et de Mont-Dol, après avoir traversé dix communes.

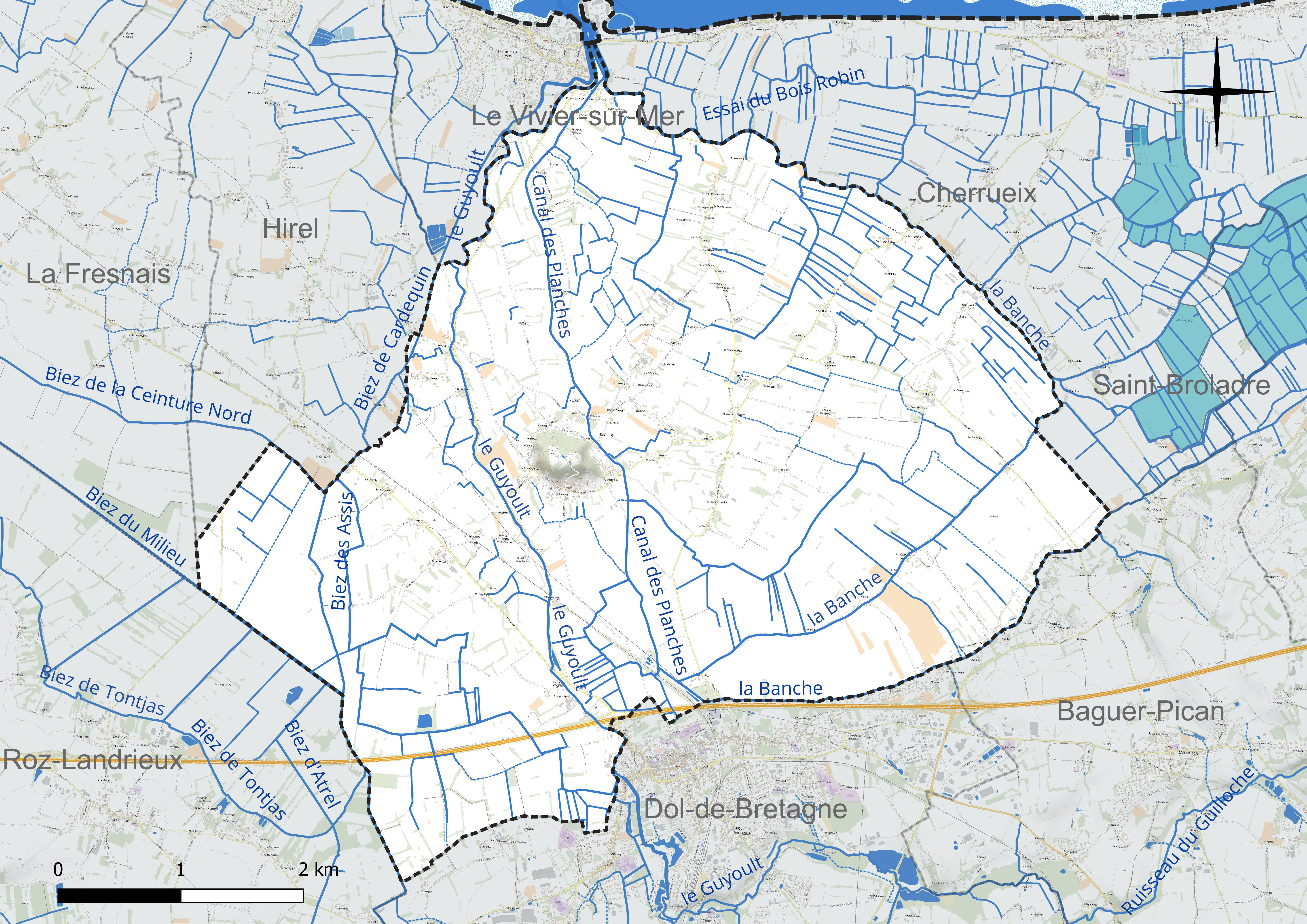
Réseau hydrographique de Mont-Dol.

La Banche, d'une longueur de 23 km, prend sa source dans la commune de Saint-Marcan et se jette  dans le Guyoult sur la commune, après avoir traversé six communes.

### Climat
Pour des articles plus généraux, voir Climat de la Bretagne et Climat d'Ille-et-Vilaine.
En 2010, le climat de la commune est de type climat océanique franc, selon une étude du CNRS s'appuyant sur une série de données couvrant la période 1971-2000. En 2020, Météo-France publie une typologie des climats de la France métropolitaine dans laquelle la commune est exposée à un climat océanique et est dans la région climatique  Bretagne orientale et méridionale, Pays nantais, Vendée, caractérisée par une faible pluviométrie en été et une bonne insolation. Parallèlement l'observatoire de l'environnement en Bretagne publie en 2020 un zonage climatique de la région Bretagne, s'appuyant sur des données de Météo-France de 2009. La commune est, selon ce zonage, dans la zone « Intérieur », exposée à un climat médian, à dominante océanique.
Pour la période 1971-2000, la température annuelle moyenne est de 11,6 °C, avec une amplitude thermique annuelle de 12 °C. Le cumul annuel moyen de précipitations est de 716 mm, avec 12,1 jours de précipitations en janvier et 6,8 jours en juillet. Pour la période 1991-2020, la température moyenne annuelle observée sur la station météorologique la plus proche, située sur la commune de Pontorson à 19 km à vol d'oiseau, est de 11,9 °C et le cumul annuel moyen de précipitations est de 821,3 mm,. Pour l'avenir, les paramètres climatiques de la commune estimés pour 2050 selon différents scénarios d'émission de gaz à effet de serre sont consultables sur un site dédié publié par Météo-France en novembre 2022.

## Urbanisme

### Typologie
Au 1er janvier 2024, Mont-Dol est catégorisée commune rurale à habitat dispersé, selon la nouvelle grille communale de densité à sept niveaux définie par l'Insee en 2022.
Elle est située hors unité urbaine. Par ailleurs la commune fait partie de l'aire d'attraction de Saint-Malo, dont elle est une commune de la couronne,. Cette aire, qui regroupe 35 communes, est catégorisée dans les aires de 50 000 à moins de 200 000 habitants,.
La commune, bordée par la Manche, est également une commune littorale au sens de la loi du 3 janvier 1986, dite loi littoral. Des dispositions spécifiques d'urbanisme s'y appliquent dès lors afin de préserver les espaces naturels, les sites, les paysages et l'équilibre écologique du littoral, tel le principe d'inconstructibilité, en dehors des espaces urbanisés, sur la bande littorale des 100 mètres, ou plus si le plan local d'urbanisme le prévoit.

### Occupation des sols
L'occupation des sols de la commune, telle qu'elle ressort de la base de données européenne d'occupation biophysique des sols Corine Land Cover (CLC), est marquée par l'importance des territoires agricoles (95,8 % en 2018), une proportion identique à celle de 1990 (95,8 %). La répartition détaillée en 2018 est la suivante : 
terres arables (73,6 %), zones agricoles hétérogènes (11,5 %), prairies (10,6 %), zones urbanisées (4,2 %). L'évolution de l'occupation des sols de la commune et de ses infrastructures peut être observée sur les différentes représentations cartographiques du territoire : la carte de Cassini (XVIIIe siècle), la carte d'état-major (1820-1866) et les cartes ou photos aériennes de l'IGN pour la période actuelle (1950 à aujourd'hui).

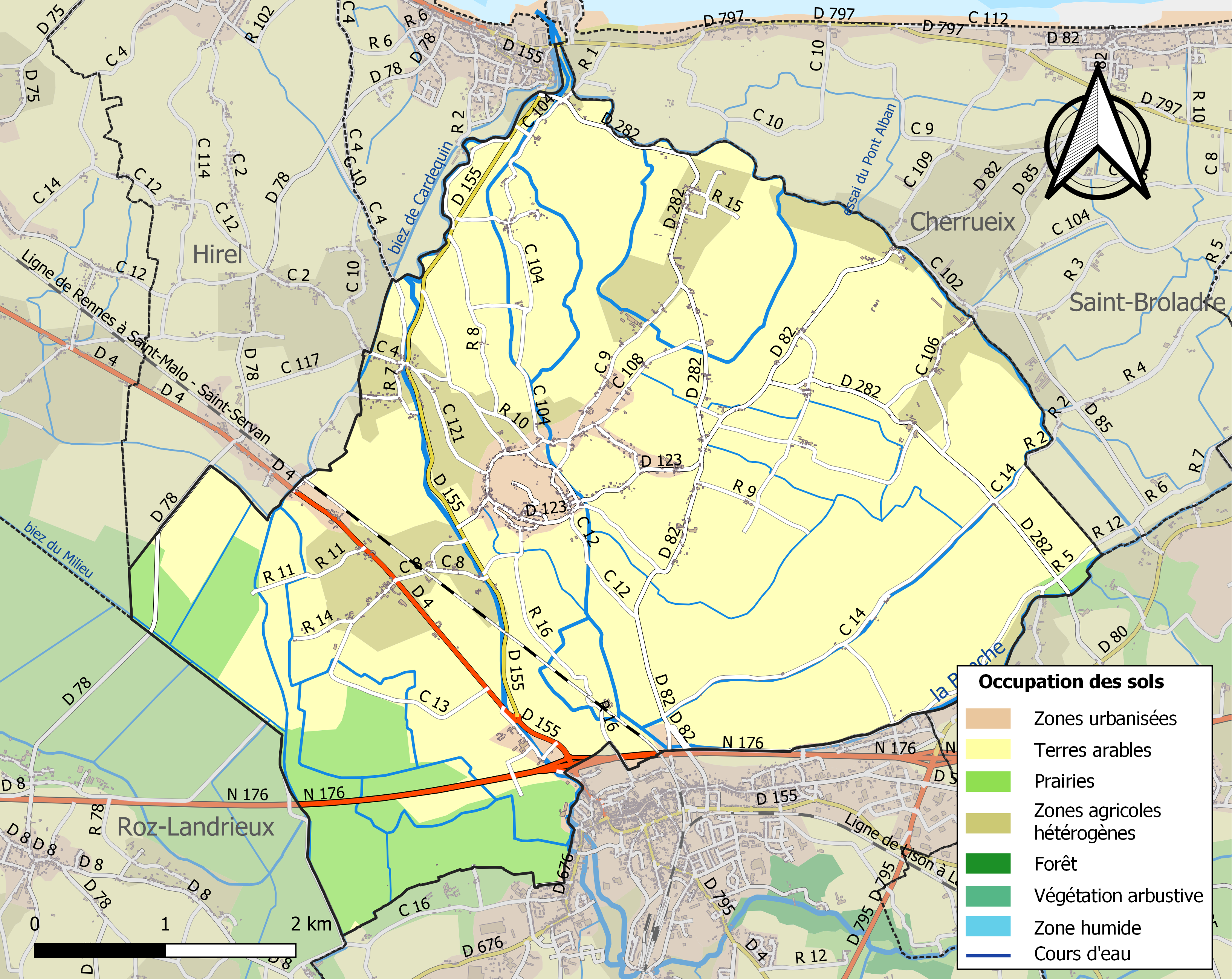
Carte des infrastructures et de l'occupation des sols de la commune en 2018 (CLC).

## Toponymie
La première référence au mont apparaît dans l'ouvrage médiéval Historia Brittonum. Attesté sous les formes Mons Doli en 1158, ecclesia de Monte Dolis au XVe siècle, Mont Dol (sans trait d'union) en 1793, Mont-Dol (avec trait d'union) en 1801,
Il s'agit d'une formation toponymique pré-celtique ou celtique qui remonterait par un intermédiaire gaulois à un primitif *tŭll- « hauteur » (non attesté), cette explication étant peu étayée. Cependant, l'hypothèse d'un élément non-identifié semble solide, car les formes anciennes sont proches de celles attestées pour Déols (Indre, Dolensis vicus VIe siècle, avec le suffixe de provenance latin -ensis), Dole (Jura, Dola, sans date) et Dolus (Charente-Maritime, Dolos Ve siècle, Dolum 1107, avec une finale obscure). Il peut être également brittonique et apparenté au gallois dôl « méandre », le mot s'appliquant à une terre entourée par la boucle d'une rivière. L'auteur celtisant Éloi Johanneau le faisait procéder du breton taol « table », mais cette hypothèse n'est pas fondée, car l'étude des formes anciennes et la phonétique étaient inconnues à son époque.

## Histoire
Le site est fréquenté dès le Paléolithique, il y a environ 70 000 ans, par des chasseurs néandertaliens. En 1872, des carriers exploitant le granit mettent au jour des os géants qu'ils crurent de baleine. L'archéologue Simon Sirodot (1825-1903) entreprend alors la première grande fouille archéologique de Bretagne et découvre de nombreux ossements (traces d'une cinquantaine de mammouths, d'une douzaine de rhinocéros, d'une cinquantaine de chevaux, de lions, de cerfs, de bœufs), silex taillés (racloirs, outils pour débiter la viande et travailler les peaux) qui font du Mont-Dol le plus important site paléolithique breton. Ses travaux pourtant rigoureux n'échappent pas à la polémique sur l'origine de l'homme, des personnes comme l'abbé Hamard se refusant à admettre la haute antiquité de l'homme.

### Mont-Dol et la religion

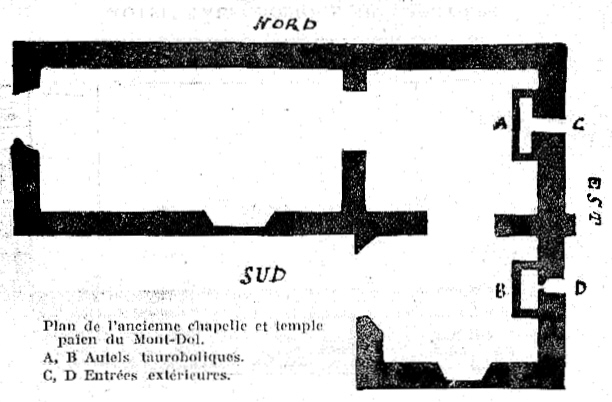
Plan du temple païen et de l'ancienne chapelle du Mont-Dol.

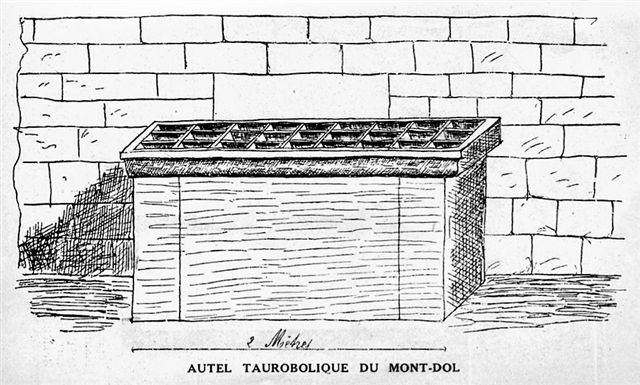
Autel taurobolique du Mont-Dol.

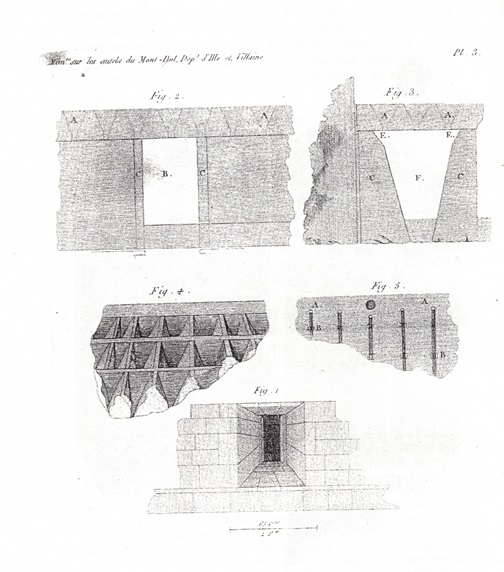
Plan des autels tauroboliques établi par l'abbé Marie-François Rever

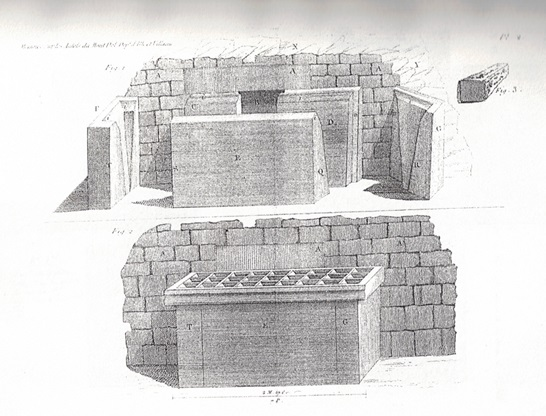
Fouilles archéologiques entreprises par l'abbé Rever au sujet des autels tauroboliques du Mont-Dol

Ce tertre dominant les marais, à 65 mètres de hauteur (comparable au mont Saint-Michel qui se dessine à
l'horizon) ne pouvait que cristalliser les manifestations du sacré. Il fut peut-être un haut lieu de culte païen : culte gaulois de Taranis ? Cultes gallo-romains de Mithra, de Cybèle (au printemps et aux marées d'équinoxe) ? Des traces de temple (substructions, maçonnerie de pierres sèches à mi-coteau) sont encore visibles aujourd'hui aux visiteurs avertis. Saint Samson aurait fait édifier une chapelle dédiée à saint Michel dès le VIe siècle dans l'enceinte d'un temple dédié à Cybèle. Sous les ruines de cette chapelle ont été découverts deux anciennes tables-passoires qui correspondraient aux autels tauroboliques élevés au culte de Cybèle. Un ouvrage remet en cause la fonction des autels, il pourrait s'agir d'un réemploi d'anciennes tables pour le briquetage du sel.
Le  bas d'un pilier fut aussi récupéré pour l'église en contrebas.
L'église Saint-Pierre date des XIIe et XVe siècles. On peut découvrir sur les côtés de la nef principale des traces de fresques très anciennes représentant le cycle de la Passion. Certaines demeurent encore bien visibles aujourd'hui et la représentation du malin mangeant des hommes en enfer est très particulière. Au cœur de la nef, l'archange sous forme de statue en bois tient une place privilégiée où on le voit en train de terrasser le diable à l'aide de sa lance.

### Légendes
Beaucoup de légendes courent sur le mont Dol, souvent liées à saint Michel. En voici quelques-unes :
Celle-ci raconte la formation du relief : « Garguantua se promenait dans la baie du mont Saint-Michel et se sentit gêné dans sa botte, il enleva donc sa botte et la secoua pour chasser les cailloux qui le gênaient. Et c'est ainsi que les trois rochers provenant de la botte de Gargantua ont donné naissance au mont Saint-Michel, au rocher de Tombelaine et au mont Dol. »
Une autre raconte la formation de l'étang au sommet du mont : « Un jour le diable (très présent à Mont-Dol) construisit sur un rocher un immense palais (le Mont-Saint-Michel). Saint Michel voyant cela et jaloux du malin construisit au sommet du tertre dans la nuit un magnifique château de verre. Une fois terminé, il proposa au diable un échange. Le malin, impressionné par la beauté du monument, accepta sans hésitation. Mais au petit matin le palais commença à fondre puisqu'en fait il était non pas en verre mais en glace. Les eaux ont donc ruisselé et formé l'étang que l'on connaît aujourd'hui sur le sommet du tertre. »
Une autre concerne l'une des nombreuses chamailleries entre saint Michel et le diable :
« En temps de grande sécheresse, le diable et saint Michel ont dû s'allier. L'archange proposa donc au malin de cultiver ensemble du blé. Le diable accepta volontiers et c'est ainsi qu'ensemble ils cultivèrent leurs céréales. Au moment de récolter saint Michel dit au diable « si tu es d'accord, je prends ce qu'il y a au-dessus du sol et toi tu prends ce qu'il y en dessous ». Le diable accepta et se retrouva bien entendu avec uniquement les racines du blé, alors que l'archange lui récolta nombre de graines. Ensuite saint Michel proposa au diable de cultiver des pommes de terre, le malin accepta mais émit une condition : « À la récolte je prends ce qu'il y a au-dessus, et toi (saint Michel) tu prends ce qu'il y a en dessous, je ne me ferais pas avoir deux fois ! » Bien entendu le diable ne récolta que le feuillage pendant que saint Michel dégustait les délicieuses pommes de terre qu'il venait de récolter. Le diable fou de rage s'en alla combattre l'archange. »

## Héraldique
| Blason | Blasonnement : D'azur au monde croiseté d'or. |

## Politique et administration

### Liste des maires

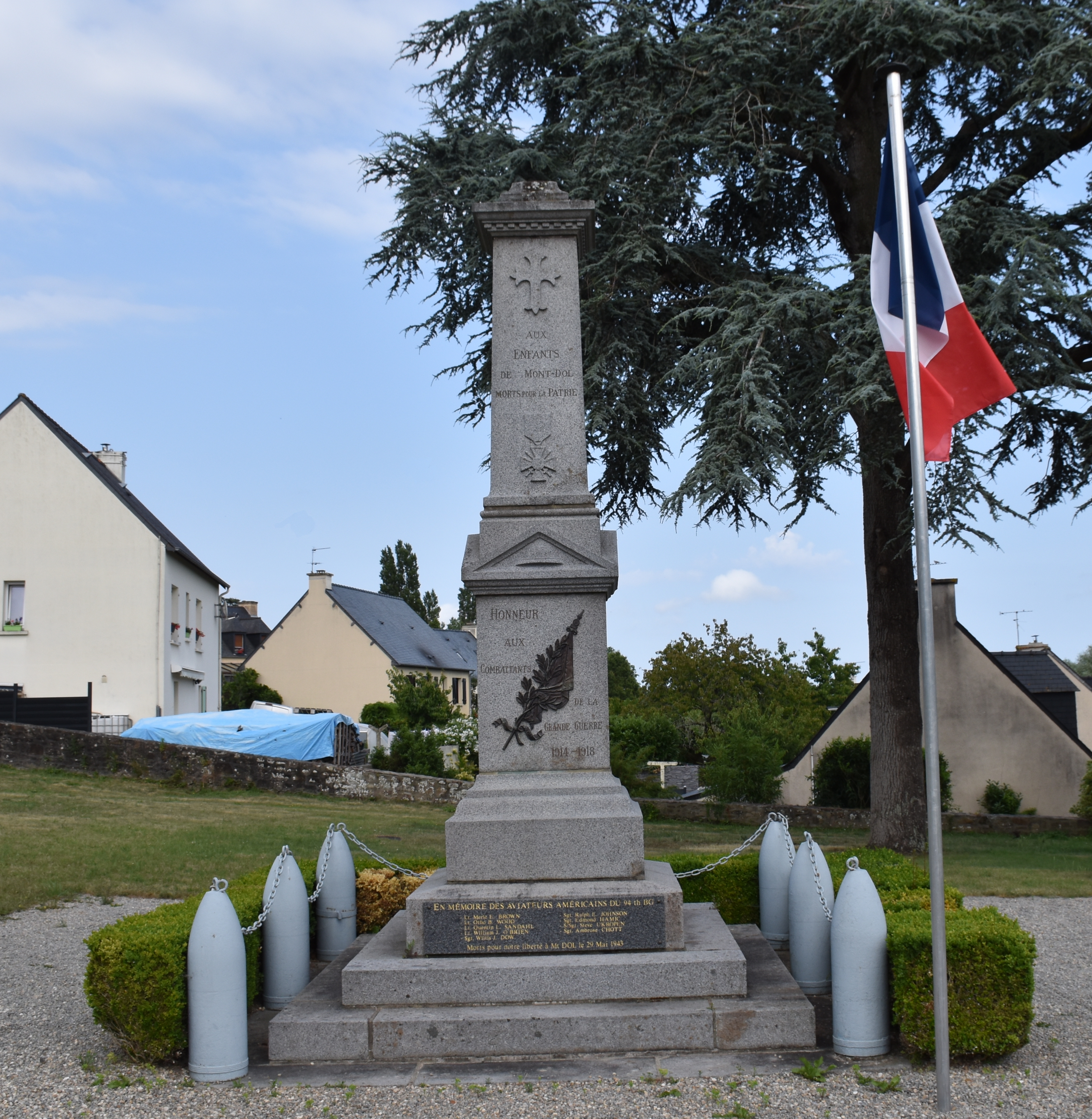
Le monument aux morts.

| Période                                  | Période              | Identité               | Étiquette | Qualité                                                                                         |
| ---------------------------------------- | -------------------- | ---------------------- | --------- | ----------------------------------------------------------------------------------------------- |
| Les données manquantes sont à compléter. |                      |                        |           |                                                                                                 |
|                                          |                      | Guillaume Macé         |           |                                                                                                 |
| 1946                                     | février 1968 (décès) | Auguste Bourdais       |           |                                                                                                 |
| 1968                                     | mars 1989            | Joseph Peltier         |           | Maire honoraire                                                                                 |
| mars 1989                                | mars 2001            | Éliane Quesnel         |           | Maire honoraire (2001)                                                                          |
| mars 2001                                | mars 2008            | Charles Bourdais       |           | Retraité de l'Equipement, maire honoraire (2008) Président du syndicat intercommunal du Guyoult |
| mars 2008                                | février 2010         | Rémy Fontaine          |           | Pharmacien retraité                                                                             |
| avril 2010                               | En cours             | Marie-Élisabeth Solier | SE        | Employée                                                                                        |

### Jumelages
- Cambados (Espagne) depuis 1996[47].

## Démographie
L'évolution du nombre d'habitants est connue à travers les recensements de la population effectués dans la commune depuis 1793. Pour les communes de moins de 10 000 habitants, une enquête de recensement portant sur toute la population est réalisée tous les cinq ans, les populations de référence des années intermédiaires étant quant à elles estimées par interpolation ou extrapolation. Pour la commune, le premier recensement exhaustif entrant dans le cadre du nouveau dispositif a été réalisé en 2008.
En 2022, la commune comptait 1 076 habitants, en évolution de −2,98 % par rapport à 2016 (Ille-et-Vilaine : +5,46 %, France hors Mayotte : +2,11 %).
| 1793  | 1800  | 1806  | 1821  | 1831  | 1836  | 1841  | 1846  | 1851  |
| ----- | ----- | ----- | ----- | ----- | ----- | ----- | ----- | ----- |
| 1 388 | 1 521 | 1 665 | 1 713 | 1 854 | 1 897 | 1 926 | 1 934 | 1 873 |

| 1856  | 1861  | 1866  | 1872  | 1876  | 1881  | 1886  | 1891  | 1896  |
| ----- | ----- | ----- | ----- | ----- | ----- | ----- | ----- | ----- |
| 1 786 | 1 750 | 1 860 | 1 859 | 1 882 | 1 849 | 1 861 | 1 822 | 1 710 |

| 1901  | 1906  | 1911  | 1921  | 1926  | 1931  | 1936  | 1946  | 1954  |
| ----- | ----- | ----- | ----- | ----- | ----- | ----- | ----- | ----- |
| 1 617 | 1 654 | 1 615 | 1 508 | 1 373 | 1 302 | 1 280 | 1 229 | 1 245 |

| 1962  | 1968  | 1975  | 1982  | 1990  | 1999  | 2006  | 2008  | 2013  |
| ----- | ----- | ----- | ----- | ----- | ----- | ----- | ----- | ----- |
| 1 111 | 1 105 | 1 060 | 1 046 | 1 111 | 1 095 | 1 194 | 1 216 | 1 136 |

| 2018  | 2022  | - | - | - | - | - | - | - |
| ----- | ----- | - | - | - | - | - | - | - |
| 1 076 | 1 076 | - | - | - | - | - | - | - |

## Lieux et monuments
- Église Saint-Pierre.
- Chapelle Saint-Michel.

Depuis le Mont Dol, panorama de la baie du Mont Saint Michel

- La tour Notre-Dame-de-l'Espérance ou de Bonne-Espérance, piédestal d'une statue de Notre-Dame : tour octogonale en granite construite en 1857 à l'initiative du recteur du Mont-Dol, l'abbé Deminiac. La statue géante sur la plate-forme supérieure est l'œuvre du sculpteur rennais Rouaux[52].
- Autels tauroboliques remontant à l'antiquité, découverts en 1778 par l'abbé Rever

### Le Mont (la butte )

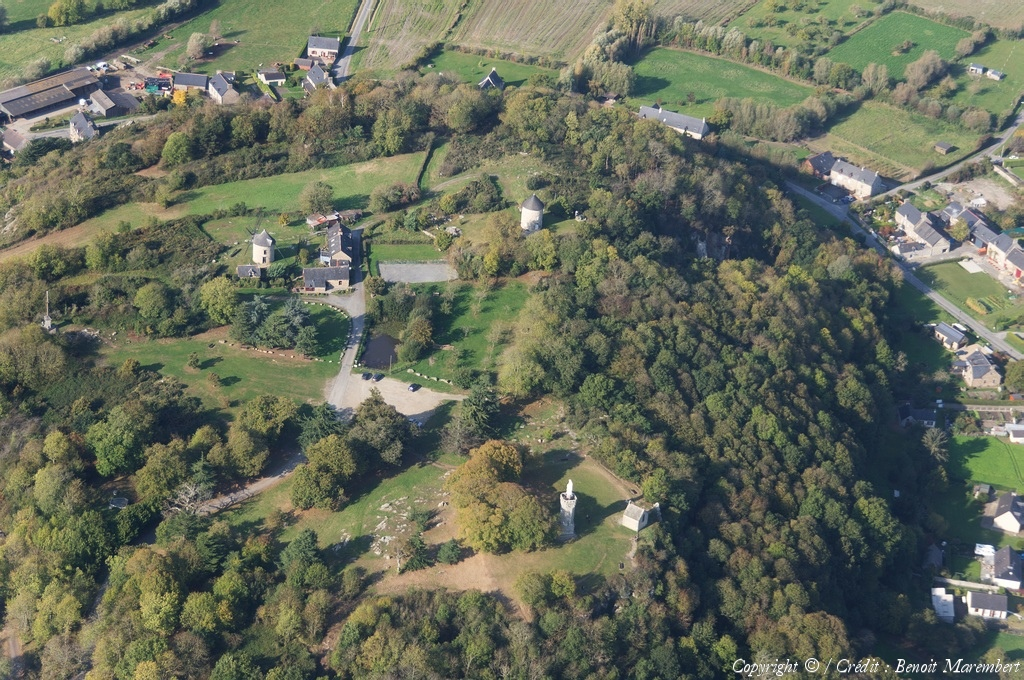
Survol du Mont Dol (2011)

Vue aérienne du Mont Dol. On distingue deux moulins, un ancien bâtiment de ferme, la tour Notre-Dame-de-l'Espérance et la chapelle Saint-Michel

### La chapelle Saint-Michel
Une chapelle aurait été édifiée par Saint Samson dès le VIe siècle. Tombant en ruines en 1802, elle est démolie et ses matériaux sont réutilisés pour la construction de la cage du télégraphe Chappe, un point clef de la ligne Paris-Brest. Le télégraphe électrique, basé sur le morse, ayant rendu obsolète le télégraphe optique de Chappe supprimé en 1854, la commune récupère le bâtiment désaffecté et le recteur du Mont-Dol, l'abbé Deminiac, décide en 1857 d'en faire une petite chapelle consacrée à Notre-Dame de l'Espérance, protectrice des laboureurs et des marins. L'abbé ne laisse que le rez-de-chaussée et rétablit la fonction première du bâtiment.

La chapelle Saint-Michel
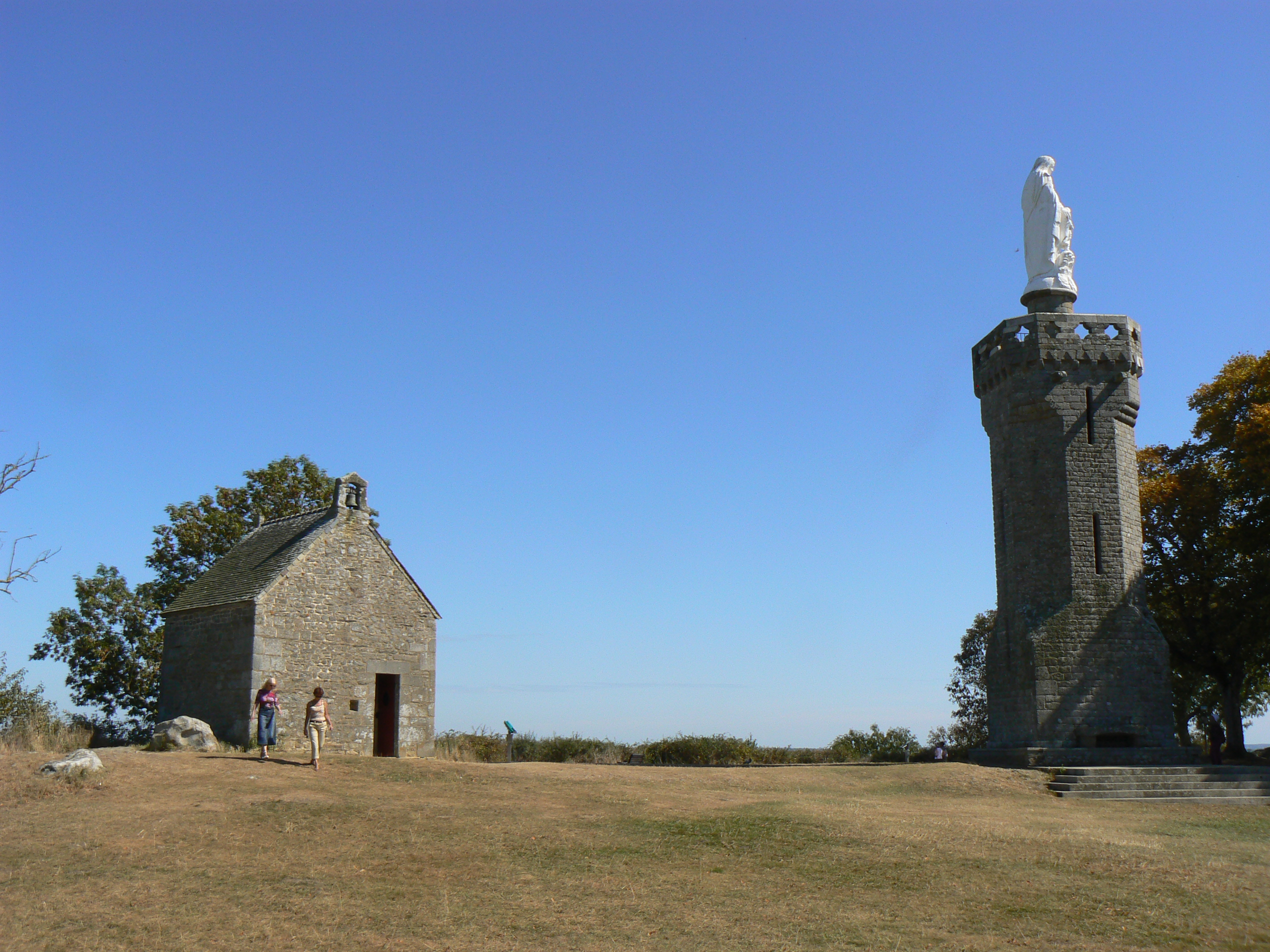
La chapelle Saint-Michel, consacrée à  Notre-Dame d'Espérance, au sommet du mont Dol.
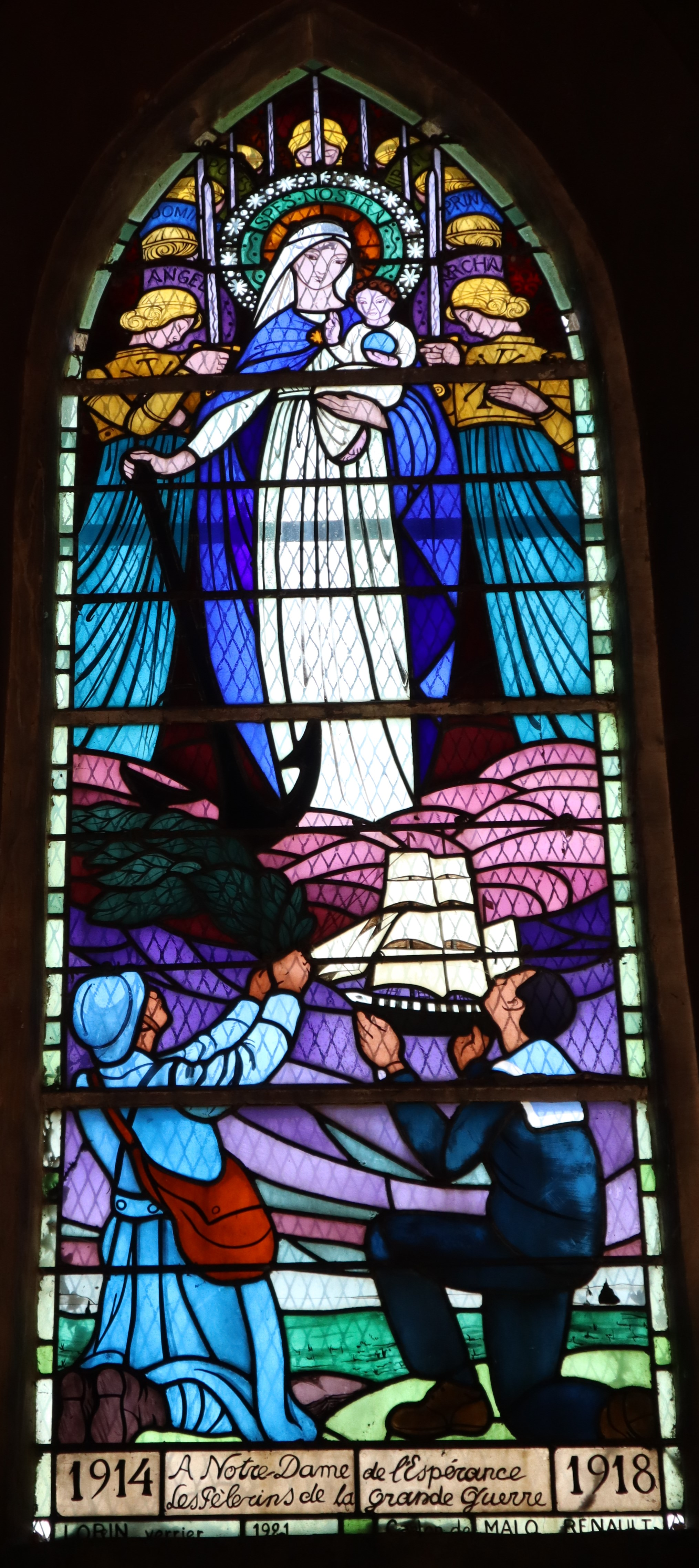
Vitrail de la chapelle, en souvenir de la première guerre mondiale

### Les moulins

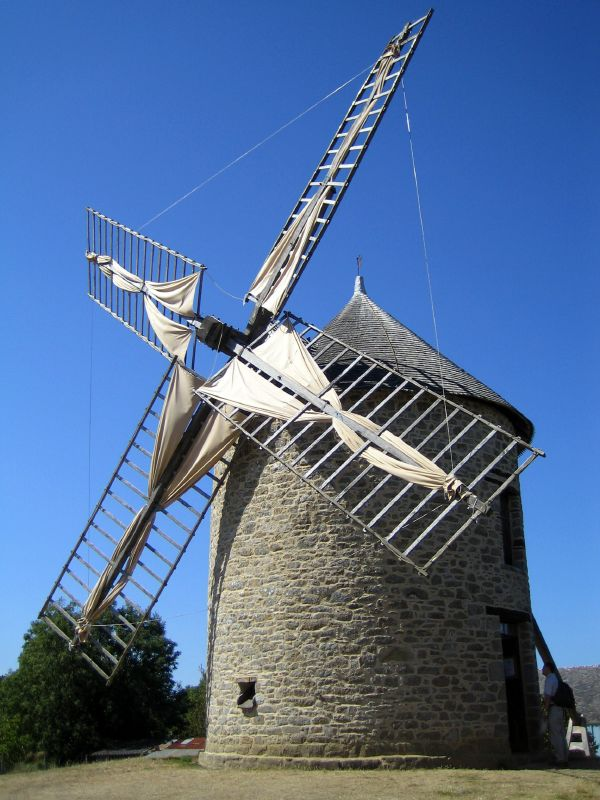
Un des deux moulins de Mont-Dol.

Il y a deux moulins sur le sommet du mont Dol. L'un, qui a perdu ses ailes au début du XXe siècle, appartient à un propriétaire privé. Le second, le moulin du Tertre, construit en 1843, n'est plus exploité depuis 1954, mais est encore en état de fonctionnement. Il appartient à la commune et est géré par l'association des Courous d'pouchées (littéralement en gallo : « coureurs de sac »).
Il y a eu deux autres moulins dans le marais mais ceux-ci n'ont pas fonctionné très longtemps.

## Personnalités liées à la commune
- Les religieux de l'abbaye Notre-Dame du Tronchet, propriétaires de rentes, terres et juridictions à Mont-Dol[54].
- Louis Lemarié (1852-1932), homme politique, maire de Mont-Dol de 1882 à 1932, sénateur d'Ille-et-Vilaine de 1907 à 1932.

## Dans la culture populaire
La fin du tome 3 de la série La Porte des anges: les cavaliers du chaos se déroule au Mont-Dol.